# Ufouria: The Saga
Ufouria: The Saga, conocido en Japón como Hebereke (へべれけ?) es un videojuego de aventura creado en Japón por la compañía Sunsoft y lanzado el 20 de septiembre de 1991 para la videoconsola Nintendo Famicom (Nintendo Entertainment System). Aparte de en Japón, el 19 de noviembre de 1992 este juego también se lanzó en Europa y Australia con el nombre de Ufouria, con pequeñas modificaciones. El juego es considerado por muchos uno de los mejores juegos de aventuras tipo plataforma que han existido.[¿por quién?] El secreto, una dinámica de juego no vista antes.Este es el primer juego de la saga. Posteriormente se creó una reedición para PlayStation, con el nombre Memorial Series Sunsoft Vol.5, que también incluye Raf World, otro famoso juego desarrollado por Sunsoft.
El diseño del juego es del estilo del Metroid y Blaster Master dónde el jugador juega en un mundo ininterrumpido coleccionando objetos y poderes para poder alcanzar nuevas localizaciones, luchando con monstruos jefe y mini-jefes.A lo largo del juego te encuentras a los tres compañeros del personaje principal, los cuales tienen habilidades especiales para la resolución del juego .El juego te permite cambiar de personajes en función de las habilidades que necesites usar.
Los gráficos del juego son típicos del diseño japonés con ejemplos como, Bomberman, Kirby y Hello Kitty.
Como resultado del limitado lanzamiento de la versión europea se ha convertido en un juego complicado de encontrar y muy buscado por los coleccionista de videojuegos.

## Ufouria: The Saga

### Historia (versión inglesa)
Bop-Louie y sus amigos viven en un mundo llamado "Ufouria", Los personajes tropiezan con un cráter, cayendo a través de él. Bop-Louie intenta escalarlo, pero de repente todo se vuelve blanco. Bop-Louie se encuentra en un sitio extraño y debe encontrar a sus tres amigos, los cuales sufren de amnesia en este mundo, sus amigos se muestran además hostiles.
Cada vez que Bop-Louie encuentra a uno de sus amigos, tienes que luchar contra ellos en el intento de que recobren la memoria. Una vez que los cuatro amigos están juntos el juego gira alrededor de unas llaves que se reúnen para abrir una puerta. Tras ella se encuentra el extraterrestre Unyo que con su armadura robótica intentará eliminar a los cuatro amigos, para poder seguir reinando en este mundo. Solo acabando con este personaje los protagonistas pueden volver a su planeta, aunque finalmente deciden quedarse para hacer un mundo nuevo.

### Historia (versión japonesa)
Hace mucho, la paz reinaba en el mundo de nuestros personajes, pero en la actualidad hay una gran guerra.El enfrentamiento envolvió a todo el mundo por culpa de fluctuaciones espacio-temporales. El mundo empezaba a colapsarse.
Todos los héroes son llamados a luchar, cayendo en una distorsión espacio-temporal.Por todos los que están sufriendo, ellos deciden encontrar la forma de volver a casa para poder ayudar a su mundo.
En alguna parte de este mundo, el héroe , conocido como Hebereke, debe encontrar a sus tres compañeros: Oh-Chan, Sukezaemon, y Jennifer que están escondidos.Así que para sobrevivir en este extraño mundo, debes encontrar a tus amigos , descubrir las habilidades de tu equipo. Debes aventurarte en este mágico mundo para luchar contra la inteligencia superior de este planeta, llamado Unyo, y de este modo poder volver a su planeta.

## Curiosidades
Ufouria es el título del juego en la región PAL. En Japón el título es Hebereke, que traducido al español significa "borracho" o "de poca confianza".
El juego en Europa tenía varios cambios;
- Algunas partes de la historia fueron cambiadas, como el nombre del juego que pasa de ser el nombre del héroe al nombre del planeta.
- Los nombres de los personajes también se cambiaron:

Hebe = Bop-Louie
Oh-Chan = Freeon-Leon
Sukezaemon = Shades
Jennifer = Gil
- Algunos personajes sufrieron cambios en el diseño:

Hebe/Bop-Louie fue cambiado de un pingüino a un alien con aspecto de muñeco de nieve con forma humana, con ropas azules, grandes ojos negros y boca.
Oh-Chan/Freeon-Leon pasó de ser un niño disfrazado de gato a un lagarto rosa.
- En la versión japonesa los pájaros lanzaban heces a los personajes, pero en la versión europea lanzaban yunques de 16 toneladas.
- La pantalla de presentación (en la que aparecían los cuatro personajes) fue rediseñada.
- El nombre del personajes Freeon-Leeon estaba confuso, ya que en el juego se le llamaba freeon-Leeon mientras que en la caja del juego se le llamaba Freeon-Leon.

## Personajes
Hebe (Bop-Louie)
- Género: Macho
- Especie: Pingüino; Muñeco de nieve vestido de azul en la versión europea
- Anda rápido en la superficie terrestre.
- Buen saltador.
- No puede nadar.
- Resbala y cae en superficies heladas.
- Puede escalar paredes tras conseguir las ventosas.
- Arma secreta: Su cabeza sale disparada con un resorte atacando al monstruo que este delante.

Oh-Chan (Freeon-Leon)
- Género: Hembra
- Especie: Gato; Lagarto rosa en Europa
- Puede andar y saltar en superficies heladas.
- Puede nadar, pero no bucear.
- Anda despacio en la superficie terrestre, excepto en el hielo.
- Mal saltador.
- Arma secreta: Congela a los enemigos pudiéndoles usar para saltar encima de ellos.

Sukezaemon (Shades)
- Género: Macho
- Especie: Fantasma
- Puede saltar muy alto y caer flotando despacio.
- Anda despacio.
- No puede nadar.
- Arma secreta: Sus ojos salen de sus órbitas matando a todos los enemigos que aparecen en pantalla.

Jennifer (Gil)
- Género: Macho
- Especie: Rana con antena de rape.
- Puede andar bajo el agua.
- Anda despacio en la superficie terrestre.
- Mal saltador.
- Arma secreta: Escupe bombas que destrozan muros.

## Créditos
Directores:
- Chow-Mu-Sow
- Yoshinori Homma

Diseñador del juego
- Ucchi

Diseñador de personajes:
- Ucchi
- Yokkyun Suzuki

Programadores
- Nom
- Nyoro Nyoro

Diseñadores gráficos
- You-Ri
- Tamura
- Ajiro

Compositores
- Nobuyuki H
- About SS
- Kodaka San